# Pararge crimaea
Pararge crimaea är en fjärilsart som beskrevs av Bang-haas 1907. Pararge crimaea ingår i släktet Pararge och familjen praktfjärilar. Inga underarter finns listade i Catalogue of Life.